# El Cerro del Aripo
El Cerro del Aripo – szczyt w pasmie Gór Północnych na wyspie Trynidad. Jest to najwyższy szczyt wyspy oraz najwyższy punkt Trynidadu i Tobago.